# 初瀬龍平
初瀬 龍平（はつせ りゅうへい、1937年6月1日 - ）は、日本の政治学者。京都女子大学法学部客員教授、神戸大学名誉教授。専門は、国際関係論。

## 略歴
兵庫県神戸市生まれ。1960年東京大学教養学部卒業、1968年同大学院社会学研究科博士課程単位取得退学。1983年神戸大学より法学博士の学位を取得。北九州大学法学部助教授（1973-1980年）、神戸大学法学部教授（1980-2001年）を経て現職。1995年から1997年の間、日本平和学会会長も務めた。
学部生の時に受けた江口朴郎の講義「国際政治史」から影響を受け、指導教官は衛藤瀋吉であった。非常勤講師時代には、二宮三郎（国立国会図書館）、宇野重昭（成蹊大学）、岡部達味（東京都立大学）、藤井昇三（電気通信大学）、木戸蓊（神戸大学）、佐藤栄一（東洋英和女学院大学）などとの交流があった。
1961年から71年にかけてアメリカに留学し、数理的モデルや因果論に関心を抱く。1989年から90年にかけてイギリス・シェフィールド大学で客員教授。一番好きな国際関係の理論・思想書は、中江兆民の『三酔人経綸問答』。

## 著書
これまでに出版したのは、単著3冊、編著（共編を含む）13冊、共訳書3冊であり、この他論文多数。

### 単著
- 『伝統的右翼内田良平の研究』（九州大学出版会, 1980年）
- 『国際政治学――理論の射程』（同文舘出版, 1993年）
- 『国際関係論――日常性で考える』（法律文化社, 2011年）

### 共著
- （馬場伸也・平野健一郎・鈴木實・黒澤満）『国際関係キーワード』（有斐閣, 1997年）

### 編著
- 『内なる国際化』（三嶺書房, 1985年, 増補改定版1988年）
- 『エスニシティと多文化主義』（同文舘出版, 1996年）
- 『国際関係論入門――思考の作法』（法律文化社, 2012年）

### 共編著
- （定形衛・月村太郎）『国際関係論のパラダイム』（有信堂高文社, 2001年）
- （加茂直樹・小波秀雄）『現代社会論――当面する課題』（世界思想社, 2006年）
- （野田岳人）『日本で学ぶ国際関係論』（法律文化社, 2007年）
- （松田哲・戸田真紀子）『国際関係のなかの子ども』（御茶の水書房, 2009年）
- （加茂直樹・南野佳代・西尾久美子）『現代社会研究入門』（晃洋書房, 2010年）
- （松田哲）『人間存在の国際関係論――グローバル化のなかで考える』（法政大学出版局, 2015年）
- （戸田真紀子・松田哲・市川ひろみ）『国際関係論の生成と展開――日本の先達との対話』（ナカニシヤ出版, 2017年）
- （菅英輝）『アメリカの核ガバナンス』（晃洋書房, 2017年）
- （市川ひろみ・松田哲）『国際関係論のアポリア――思考の射程』（晃洋書房, 2021年）

### 訳書
- F・パーキンソン（共訳, 松尾雅嗣）『国際関係の思想』（岩波書店, 1991年）
- A・ギャンブル（共訳, 萬田悦生）『現代政治思想の原点――自由主義・民主主義・社会主義』（三嶺書房, 1992年）
- R・A・スカラピーノ（共訳, 境井孝行）『アジアの政治発展』（三嶺書房, 1997年）